# سنتر (میزوری)
سنتر (به انگلیسی: Center) یک شهر در ایالات متحده آمریکا است که در شهرستان رالز، میزوری واقع شده‌است. سنتر ۱٫۰۴ کیلومتر مربع مساحت و ۵۰۸ نفر جمعیت دارد و ۲۱۸ متر بالاتر از سطح دریا قرار دارد.